# Ezrin
Az ezrin, más néven citovillin vagy villin-2 az EZR gén által kódolt fehérje. Az ERM-fehérjecsalád tagja a moezinhez és a radixinhoz hasonlóan.

## Szerkezet
Az ezrin N-terminális vége FERM domént tartalmaz, melynek aldoménjei az F1, az F2 és az F3. A C-terminális végen ERM domén található.

## Funkció
A gén által kódolt citoplazmatikus perifériás fehérje az ERM fehérjecsalád tagja, és a mikrovillusokban fehérje-tirozinkináz foszforilálhatja. E fehérje kapcsolja össze a sejtmembránt és az aktin sejtvázat. Fontos a sejtfelszíni szerkezetadhézióban, vándorlásban és szervezésben.
Az N-terminális FERM domén nátrium-hidrogén-cserélő-szabályzófaktort (NHERF) köt hosszútávú allosztériával. Ez csak aktív állapotú ezrin esetén történhet meg. Az ezrin aktivációja a két faktor együttes jelenlétével történik: az N-terminális domén foszfatidilinozit-4,5-biszfoszfáthoz (PIP2) köt, és a T567 foszforilálódik a C-terminális doménben. Az aktinszálakhoz a C-terminális, a membránfehérjékhez az N-terminális doménen való kötés stabilizálja a fehérje aktív konformációját. A membránfehérjék, például a CD44 és az ICAM-2 az ezrin közvetett kötőpartnerei, míg az EBP50 (ERM-kötőprotein 50) közvetlenül asszociálhat az ezrinnel.

### Monociták mozgása
Az ezrin az L-szelektinhez a moezin előtt kapcsolódik, ez szükséges a monociták transzendotél vándorlásához (TEM). Az ezrin kötésének akadályozza csökkenti a monocita-TEM-et, és az ERM-aktivitás váltakozása a PIP2-hoz való kötéssel szükséges a szubendotél térbe jutáshoz. Az ezrin knockdownja csökkenti a monocita-aktivációt egyrétegű aktivált endotéliumban. Mivel azonban az ezrin után a moezin is köt az L-szelektinhez, az ezrin és a moezin is fontosak a gyulladásban, hiszen lehetővé teszik a monociták transzendotél mozgását.

## Klinikai jelentősége

### Cukorbetegség
Az ezrin N-terminális doménje (N-ezrin) képes kötni előrehaladott glikációs végtermékeket, a C-terminális domén vagy a teljes ezrin azonban nem. Egy 2003-as tanulmány szerint az előrehaladottglikációsvégtermék-kötő képesség szerepet játszhat a cukorbetegség tüneteinek kialakulásában.

### Vírusok
A koronavírusok az ezrin és a radixin FERM doménjeihez [FY]×[FILV] SLiM révén kötnek.

## Kölcsönhatások
Az ezrin az alábbi fehérjékkel kölcsönhat:
- CD43,[11]
- FASLG,[12][13]
- ICAM-1,[14]
- ICAM2,[14]
- ICAM3,[14][15]
- Merlin,[16]
- MSN,[12][17][18]
- PIK3R1,[19]
- PALLD[20]
- S100P,[21]
- SDC2,[22]
- SLC9A3R1,[23][24]
- SLC9A3R2,[25][26]
- VCAM-1.[27]
- L-szelektin[8]

## Fordítás
Ez a szócikk részben vagy egészben  az   Ezrin című angol Wikipédia-szócikk ezen változatának fordításán alapul.  Az eredeti cikk szerkesztőit annak laptörténete sorolja fel. Ez a jelzés csupán a megfogalmazás eredetét és a szerzői jogokat jelzi, nem szolgál a cikkben szereplő információk forrásmegjelöléseként.